# International Nucleotide Sequence Database Collaboration
L'International Nucleotide Sequence Database Collaboration o in italiano: Base di dati collaborativa internazionale sulle sequenze di nucleotidi (in sigla: INSDC) consiste in uno sforzo congiunto per raccogliere le sequenze di DNA e RNA presenti in diverse basi di dati.
Coinvolge le seguenti basi di dati: DNA Data Bank of Japan (Giappone), GenBank (USA) e lo European Nucleotide Archive (Regno Unito).